# Збагачення ніобієвих руд
Збагачення ніобієвих руд, що містять ніобій і тантал, застосовуються в основному складні технологічні схеми переробки, які включають методи гравітації, флотації, магнітної та електричної сепарації, хімічної доводки концентратів. Руди більшості промислових родовищ цих металів важко збагачуються, що зумовлено низьким вмістом металів у вихідній руді; тонкою вкрапленістю рудотвірних мінералів; гіпергенними змінами мінералів, що нівелюють відмінності в їх фізичних властивостях.

## Загальний опис
Гравітація є основним методом збагачення тантало-ніобієвих руд. Первинний (чорновий) гравітаційний концентрат піддають доводці до кондиційного флотогравітацією, флотацією, магнітною, електромагнітною та електростатичною сепарацією, іноді в поєднанні з різними хімічними способами.
Тантало-ніобієві руди складаються, зазвичай, з легких мінералів густиною менше 3,0 г/см3
(кварц, польовий шпат, нефелін, кварцит і т. ін.) та важких мінералів густиною більше 4,0 г/см3 (тантало-ніобати, пірохлор, циркон, ільменіт, каситерит і інші). Значна відмінність в густині мінералів та пустої породи дозволяє ефективно застосувати для первинного збагачення крупновкраплених руд відсаджувальні машини, концентраційні столи та гвинтові сепаратори. Іноді успішно застосовують пневматичне збагачення.
Переваги гвинтових сепараторів у порівнянні з відсаджувальними машинами при збагаченні колумбіт-каситеритових пісків деяких родовищ були встановлені в дослідженнях Іргірідмету (Иргиредмет), м. Іркутськ.
Гвинтові сепаратори застосовуються для збагачення пегматитової руди родовища Гардінг (штат Нова Мексика, США) з вмістом 0,4 % мікроліту, 0,03 % танталіту, 5 % сподумену, 1 % лепідоліту, 2 % амблігоніту, 0,5 % мусковіту та 85 % кварцу. При подрібненні сподумен утворює частинки плоскої та голчатої форми, які сильно утруднюють виділення мікроліту на концентраційних столах. Тому на фабриці встановили гвинтові сепаратори, в яких сподумен не заважає виділенню танталу.
Гвинтові сепаратори також встановлені для збагачення мікролітової руди на фабриці Браун Дербі (штат Колорадо, США). Вони дозволяють при збагаченні руд цього типу отримати більш багаті концентрати безпосередньо з руди.
У Росії сировиною для виробництва ніобієвої і танталової продукції є головним чином лопаритовий концентрат, який отримують на Ловозерському ГЗК. В рудах Ловозерського родовища основним цінним мінералом є лопарит, вміст якого у руді близько 2,5 %.
Гравітаційному збагаченню на гвинтових сепараторах та концентраційних столах, зазвичай, піддають продуктивну зернисту частину (16,0—0,1 мм) з використанням шлюзів (уловлювання колумбіту, крупнішого за 4 мм, який втрачається на гвинтових сепараторах). Зокрема, така схема застосована на «колумбітоносних гранітах» (лужних квальмітах) плато Джонс у Північній Нігерії, де колумбіт видобувають супутньо з каситеритом. Колумбіт максимальною крупністю 0,6 мм та густиною 5,5 г/см3 разом з каситеритом та цирконом вилучається за гравітаційною схемою, що включає видалення до відвалу матеріалу крупніше 2,5 мм, видалення мулу та класифікацію матеріалу, дрібнішого 2,5 мм за крупністю 0,3 мм. Основна маса колумбіту концентрується в дрібнодисперсному класі, з якого вилучається на концентраційних столах у чорновий концентрат.
Мікроліт-танталіт-колумбітові рідкісноземельні граніти (квальміти) містять найбільш важкі танталоніобати (танталіт, мікроліт, стрюверит, колумбіт) та збагачуються за традиційними стадіальними гравітаційними схемами із доподрібненням промпродукту, та окремим збагаченням за класами крупності. Початкова крупність збагачення перевищує максимальний розмір цінних мінералів у 2—3 рази. При наявності у руді більш легких цінних мінералів (сподумен, берил, слюди та ін.) гравітаційні схеми доповнюються флотацією шламів та дрібнозернистих класів руди (-0,2 мм). З крупновкраплених колумбіт-танталітових руд вилучення колумбіту в концентрат становить 70—80 %. На Татарському родовищі (Красноярський край, РФ) виділено ділянку для першочергового відпрацювання з легкозбагачуваними зернистими рудами кори вивітрювання карбонатитів. Для збагачення руди з вмістом 0,6 % пентоксиду ніобію розроблена гравітаційно-флотаційна технологія, що забезпечує випуск пірохлорового концентрату, придатного для виробництва фероніобію.
Гравітаційні методи збагачення бідних тонковкраплених пірохлорових руд не забезпечують достатньо високого вилучення металів у чорнові концентрати; якість концентратів залишається низькою, а втрати металу досить значними. Основними причинами втрат з хвостами гравітаційного збагачення є схильність мінералів до переподрібнення. Втрати танталу і ніобію за рахунок тонких класів досягають 30 % і більше [55]. Деякі руди за своїми структурними особливостями зовсім не можуть збагачуватися гравітацією.
Суттєво підвищити вилучення танталу і ніобію можна було б при застосуванні флотації ніобієвих мінералів з тонких класів і хвостів гравітаційного збагачення. Але незважаючи на численні дослідження, проведені в цій галузі, промислове використання флотації ніобієвих і танталових руд на сьогодні є досить обмеженим.
Ускладнення в застосуванні флотації викликані підвищеною кількістю гідрооксидів заліза та глинистих мінералів. Незважаючи на це показники флотаційного збагачення і в цьому випадку є кращими, ніж при
гравітаційному збагаченні. Так, руди родовища Араша (Бразилія), представлені токовкрапленим баріопірохлором (пандаїт), збагачуються за схемою, яка передбачає: послідовне дроблення руди; подрібнення у кульовому млині в замкненому циклі з гідроциклоном до крупності менше 0,1 мм; магнітну сепарацію з низькою інтенсивністю магнітного поля для видалення магнетиту; тристадійну класифікацію послідовно у трьох батареях гідроциклонів, та роздільну флотацію крупно- і дрібнозернистих пісків гідроциклонів.
Пірохлоровий флотаційний концентрат, що містить фосфор, сірку та свинець, фільтрують, змішують з негашеним вапном та хлоридом кальцію, обпалюють при температурі 800 оС, охолоджують та вилуговують 5%-ою соляною кислотою при співвідношенні Т: Р близько 1:1. В результаті одержують пірохлоровий концентрат з вмістом пентоксиду ніобію понад 60 % при вилученні ніобію 70—80 %.
Відомо, що на фабриці Ока в Канаді (провінція Квебек), яка переробляла карбонатні пірохлорвмісні руди, проводилася флотація пірохлору з хвостів перечищувальних столів. Метод флотації запатентовано
(містить ноу-гау) і відомості про нього в літературі відсутні. Флотаційний концентрат містить більше 50 % пентоксиду ніобію.
Для особливо тонкодисперсних рідкісноземельних та рідкіснометалічних руд (мулів перевідкладеної кори вивітрювання родовища «Томтор», Росія) Гиредметом розроблена технологія флотаційного збагачення з вилученням 45 % ніобію у пірохлоровий концентрат, що 19 містить 30 % пентоксиду ніобію. Для того ж виду сировини ще більш високе вилучення забезпечує розроблена у ВІМС (ВИМС) схема збагачення, що включає послідовне механо-хімічне диспергування, селективну флокуляцію та флотацію флокул цінних мінералів. Крім того, для руд цього родовища Гиредметом, ВРРМС, ИХиХМПСО РАН запропоновано комплекс методів гідрометалургійної переробки, що забезпечують отримання як пірохлорового, так і рідкісноземельного продукту, який містить лантаноїди, скандій, ітрій.
Крупновкраплені руди збагачуються за гравітаційними схемами, середньовкраплені піддають первинному збагаченню за комбінованою гравітаційно-флотаційною схемою, а тонковкраплені — за флотаційною схемою. Пірохлорові руди у корах вивітрювання карбонатитів збагачуються за технологіями, що принципово не відрізняються від технологій збагачення корінних руд. Схеми є дуже різноманітними, тому що розмір вкраплень пірохлору у рудах змінюється від кількох міліметрів до кількох мікрон. Для дрібновкраплених руд з врахуванням густини пірохлору більш ефективними є флотаційні або комбіновані гравітаційнофлотаційні схеми. Лопаритові руди нефелінових сієнітів збагачуються за класичними стадіальними гравітаційними схемами (для вилучення найбільш крупного лопариту) з подальшою флотацією шламів. Механобром розроблена альтернативна технологія вилучення лопариту із шламів шляхом високоінтенсивної магнітної сепарації. Головну роль при доведенні чорнових концентратів відіграють магнітна та електрична сепарації.
Магнітна сепарація нерідко застосовується для доводки чорнових концентратів на ряді збагачувальних фабриках.
Кислотна обробка соляною або сірчаною кислотою проводиться для видалення з поверхні пірохлору оксидних плівок заліза, які нівелюють магнітні властивості мінералів. Відмивання кислоти зазвичай здійснюють на концентраційних столах; продукти сушать та спрямовують на магнітну сепарацію. Вилучення в циклі доведення дрібнозернистих цінних мінералів зазвичай становить близько 80 %.

## Збагачення бідної ніобієвої руди
Концепція раціональної технологічної схеми переробки бідної ніобійвмісної рідкіснометалічної руди, опрацьована українськими вченими, полягає в наступному:
- попередня крупногрудкова сепарація руди крупністю –30 мм фотометричним методом для виділення ніобій- і цирконійвмісних порід — альбіту та маріуполіту, — від мікрокліну та інших порід, що на 45—50 % зменшує обсяги перероблюваної руди;
- подрібнення руди у відцентровій дробарці ударної дії та відцентровому млині метальної дії до крупності –1 мм, що дозволяє досягти більш повного розкриття пірохлору в грубих класах крупності;
- мокра магнітна сепарація (в слабкому і високоградієнтному полях) подрібненої руди для вилучення магнетиту, та часткового вилучення егірину і біотиту, з метою створення оптимальних умов для наступного гравітаційного збагачення у відцентровому концентраторі, за яких досягається вилучення пентоксиду ніобію в чорновий концентрат 3,0—3,5 %;
- гравітаційне збагачення у відцентрових концентраторах, що дозволяє підняти вміст пентоксиду ніобію і танталу в чорновому концентраті до 7—8 % при вилученні 77,25 %;
- пірометалургійна переробка бідного чорнового концентрату з сумарним вмістом пентоксидів ніобію і танталу 7—8 %.